# سري للغاية
سري للغاية هو برنامج وثائقي كان يعرض على قناة الجزيرة القطرية وتوقف عرضه، وهو من إعداد وتقديم الصحفي المصري يسري فودة، يتناول البرنامج عدة قضايا سياسية وإستخباراتية ومعلومات سرية، بعض حلقاته حُذِفت من صفحة قناة الجزيرة الرسمية عبر اليوتيب إلا أنها متوفرة على مواقع إلكترونية أخرى، وهناك حلقات لم تنشر أصلا مثل أربع حلقات تحت عنوان «العميل الهارب» مع عميل المخابرات البريطاني المنشق ديفيد شيلر، إلا أن الصحفي ألف كتابا تحت عنوان العميل الهارب: خبايا محاولة إغتيال العقيد القذافي وانفجار السفارة الإسرائيلية في لندن،  بالإضافة إلى حلقات أخرى حُذِفت مثل حلقة «زواج المصريين من إسرائيليات» وحلقة «سجناء غوانتانامو».

## حلقات برنامج سري للغاية
| إسم الحلقة                                 | عدد الحلقات | الوصف | تاريخ بث الحلقة                                     | المصادر                                                 |
| ------------------------------------------ | --- | --- | --------------------------------------------------- | ------------------------------------------------------- |
| وكر الجواسيس                               | عدد الحلقات: 1 - سري للغاية \| وكر الجواسيس.. ما هي تفاصيل عملية سوزانا؟ | ما هي حقيقة العلاقة بين الرئيس القبرصي وبعض المسؤولين الإسرائيليين؟ وكيف ينظر القبارصة إلى الفلسطينيين والعرب؟ ما هي تفاصيل عملية سوزانا؟ هل أنهت التكنولوجيا دور العميل الفرد؟ ما هو موقف جهاز الأمن الفلسطيني من عملاء إسرائيل في مناطق الحكم الذاتي؟ | 1999/03/04                                          | [ 3 ] [ 4 ]                                             |
| الزئبق الأحمر                              | عدد الحلقات: 2 - سري للغاية \| الزئبق الأحمر.. صراع الموساد وحزب الله في جنوب أفريقيا (ج1) - سري للغاية \| ما قوة الانفجار النووي باستخدام الزئبق الأحمر؟ (ج2) | - الزئبق الأحمر وصراع المخابرات الدولية في جنوب أفريقيا، صراع الموساد وحزب الله في جنوب أفريقيا، علاقة حزب الله اللبناني بالزئبق الأحمر، جهاز الاستخبارات الروسي وتسريب الزئبق الأحمر للشرق الأوسط، غموض الزئبق الأحمر بين أعمال الدجل وأساطير الفراعنة، - الموساد واغتيال كل من يحاول تمرير الزئبق إلى الشرق الأوسط، الزئبق الأحمر بين الاستخدام النووي وإطعام الجان، التهديدات النووية الإسرائيلية للمنطقة العربية | - 1998/08/06 - 1998/08/13                           | [ 5 ] [ 6 ] [ 7 ] [ 8 ]                                 |
| الماسونية                                  | عدد الحلقات: 2 - سري للغاية \| كيف بدأت الماسونية وما أهدافها؟ (ج1) - سري للغاية \| ما حقيقة انتساب مشاهير العالم إلى الماسونية؟ (ج2) | - ما الارتباط بين الصهيونية والماسونية؟ وما كيفية وطقوس اعتماد الأعضاء في الماسونية؟ كيف بدأت وما هي أهدافها؟ ومن هم رموزها ومن يقف وراءها؟ هذه الملف العام - من حيثيات مقتل روبرتو كالبي الماسوني إلى الوجود الماسوني في إيطاليا وعلاقة الماسونية بموسوليني وهتلر | - 1999/09/02 - 1999/09/09                           | [ 9 ] [ 10 ] [ 11 ] [ 12 ]                              |
| عاصفة اليورانيوم                           | عدد الحلقات: 2 - سري للغاية \| عاصفة اليورانيوم.. الخليج حقل تجارب مجاني للأمريكيين (ج1) - سري للغاية \| ما عواقب استخدام ذخيرة اليورانيوم المنضب في العراق؟ (ج2) | - لماذا لم تخبر أمريكا جنودها بوجود اليورانيوم في حرب الخليج؟ وإذا كان استنشاق اليورانيوم المنضب جريمة حرب فمن يحاكم فاعلها؟ وما أنواع اليورانيوم المختلفة؟ وما خطورة مادة اليورانيوم المنضب؟ وما أثرها على المخلوقات؟ - ما حجم الدمار الذي خلفه استخدام اليورانيوم المنضب في حرب الخليج الثانية ضد العراقيين؟ وما أثر الإشعاع على الحوامل والأجنة؟ وهل اليورانيوم هو المسؤول عن زيادة معدلات الإصابة بالسرطان في شمال العراق وجنوبه؟ | - 2000/11/02 - 2000/11/09                           | [ 13 ] [ 14 ] [ 15 ] [ 16 ]                             |
| البحث عن الصوفية                           | عدد الحلقات: 1 - سري للغاية \| البحث عن الصوفية | الصوفية.. من الإسلام أم على الإسلام؟ في عالم توازنات ما بعد الحادي عشر من سبتمبر دور جديد للصوفية | 2004/04/01                                          | [ 17 ] [ 18 ]                                           |
| تفجيرات 11 سبتمبر/ أيلول                   | عدد الحلقات: 2 - سري للغاية - الطريق إلى 11 سبتمبر - الجزء الأول - تفجيرات 11 سبتمبر/ أيلول ج2 ملاحظة: الحلقة الثانية حذفت على اليوتيب | - يوم تغير فيه وجه العالم أو هكذا يراد لنا أن نفهم، لكنه على الأقل يوم أتاح الفرصة للبعض كي يقنع البعض الآخر بأنه يوم تغير فيه وجه العالم، 11 سبتمبر/ أيلول من العام الأول من القرن الحادي والعشرين. - يوم تغير فيه وجه العالم أو هكذا يراد لنا أن نفهم، لكنه على الأقل يوم أتاح الفرصة للبعض كي يقنع البعض الآخر بأنه يوم تغير فيه وجه العالم. منسق أحداث 11 سبتمبر/ أيلول رمزي الشيبة، ورئيس اللجنة العسكرية في تنظيم القاعدة خالد الشيخ يتحدثان إلى يسري فوده. | - 2002/09/05 - 2002/09/12                           | [ 19 ] [ 20 ] [ 21 ]                                    |
| الجمرة الخبيثة                             | عدد الحلقات: 1 - سري للغاية \| ما علاقة الحكومة البريطانية بصفقات الأسلحة النووية مع العراق؟ | ملف الأسلحة النووية والكيماوية في العراق وعلاقة الحكومة البريطانية بصفقات الأسلحة النووية، وحقيقة ملف الأسلحة الكيماوية والبيولوجية التي أثارته الحكومة البريطانية. | 1998/04/16                                          | [ 22 ] [ 23 ]                                           |
| زواج المصريين من إسرائيليات                | عدد الحلقات: 1 - زواج المصريين من إسرائيليات ملاحظة: حذفت الحلقة على قناة الجزيرة الرسمية في اليوتيب، لكن توجد الحلقة في اليوتيب | الزواج من الإسرائيليات بين الأمن القومي وحقوق الإنسان، الأبعاد السياسية لزواج المصريين من إسرائيليات، الأسباب الاقتصادية لسفر المصريين إلى إسرائيل، المشكلات التي تواجه المصريين وزوجاتهم الإسرائيليات. | 2002/03/07                                          | [ 24 ] [ 25 ]                                           |
| موت الرجل الثاني                           | عدد الحلقات: 2 - سري للغاية \| موت الرجل الثاني (ج1) - سري للغاية \| موت الرجل الثاني (ج2) | - قرار التنحي بعد هزيمة 67 وخداع عبد الناصر، عبد الحكيم عامر وحقيقة الانقلاب على عبد الناصر، خطة عبد الناصر لتحديد إقامة عبد الحكيم عامر، حقيقة محاولة عبد الحكيم عامر الانتحار. - الصداقة الحميمة بين جمال عبد الناصر وعبد الحكيم عامر، العدوان الثلاثي وأول مواجهة بين الصديقين، الانفصال عن سوريا واستقالة عبد الحكيم عامر، أيامه الأخيرة وسيناريو الموت. | - 2002/05/02 - 2002/06/06                           | [ 26 ] [ 27 ] [ 28 ] [ 29 ]                             |
| أجراس الخطر                                | عدد الحلقات: 4 - سري للغاية \| أجراس الخطر.. الحقيقة وراء 11 سبتمبر (ج1) - سري للغاية - أجراس الخطر - الجزء الثاني - سري للغاية \| أجراس الخطر.. كيف تُرك الشعب الأمريكي لمصيره؟ (ج3) - سري للغاية \| أجراس الخطر.. دور الاستخبارات الأمريكية قبل 11 سبتمبر (ج4) | - تتناول الحلقة ما حدث بعد عودة يسري فودة في لقائه بالقاعدة، وفي طريقها لغزوة منهاتن القاعدة تعيش مع مخبر لمكتب التحقيقات الفدرالي. - في الجزء الثاني من لقاء المهاجرين بالأنصار في طريقهم إلى غزوة منهاتن، والقاعدة تعيش مع مخبر لمكتب التحقيقات الفدرالي، والفرص التي ضاعت ورقم الهاتف الذي كان ينبغي أن يحول دون الحادي عشر من سبتمبر. - حان وقت أجندة جديدة، من ذا الذي يتربص بمن.. لكن أحدا لم يوقف هؤلاء، وهؤلاء كانوا يصرخون في كل مكان صباحا ومساء نحن هنا اقبضوا علينا. في الجزء الثالث من أجراس الخطر. - تتابع الحلقة البحث في حقيقة أحداث سبتمبر حيث تتساقط خطوط الدفاع الأخيرة لأعظم قوة في العالم بصورة غريبة. كما تتناول تفاصيل اختطاف الطائرات ومراحل التنفيذ. | - غير محدد                                          | [ 30 ] [ 31 ] [ 32 ] [ 33 ] [ 34 ] [ 35 ] [ 36 ] [ 37 ] |
| مثلث الغضب                                 | عدد الحلقات: 1 - سري للغاية \| مثلث الغضب.. برنامج الترحيل غير العادي | تتناول الحلقة أبعاد سياسة الترحيل التي بموجبها تمنح الإدارة الأميركية نفسها الحق في اختطاف أي أحد في أي مكان على وجه الأرض، وتصديره إلى معتقلات الدول العربية. | غير محدد                                            | [ 38 ] [ 39 ]                                           |
| العبور إلى المجهول                         | عدد الحلقات: 2 - سري للغاية \| العبور إلى المجهول (ج1) - سري للغاية \| العبور إلى المجهول (ج2) | - عندما يتحول البعثي إلى أصولي إسلامي لابد أن نتوقف، وعندما يتحول عاشق فريق ليفربول وموسيقى الهافي ميتل إلى مجاهد عبر الحدود لابد أن يُعاد ترتيب الأوراق. - يستكمل البرنامج في جزئه الثاني سبر أغوار المقاومة العراقية وفهم تأثيرها في بلاد الشام. | - غير محدد                                          | [ 40 ] [ 41 ] [ 42 ] [ 33 ]                             |
| جلعاد وستيف وجيجان                         | عدد الحلقات: 1 - سري للغاية \| عباس واستيف وغلعاد.. قصص حيّة عن الحرب | تسرد الحلقة قصصا حية عن الحرب التي خاضتها أميركا في العراق والحرب الإسرائيلية الأخيرة على لبنان وغزة على لسان عازف جاز إسرائيلي ورسام أميركي وشاعر عراقي. | غير محدد                                            | [ 43 ] [ 44 ]                                           |
| العميل الهارب                              | عدد الحلقات: 3 زائد حلقة رابعة بعنوان العميل العائد الهارب - العميل الهارب ج1 - العميل الهارب ج2 - العميل الهارب ج3 - العميل العائد الهارب ملاحظة: الحلقات عبارة عن حوار بين مقدم البرنامج الصحفي يسري فودة وعميل مخابرات بريطاني منشق ديفيد شيلر. الحلقات لم تنشر ولاتوجد على اليوتيب فقط على موقع الرسمي للجزيرة بشكل مكتوب، بالإضافة أن مقدم البرنامج له كتاب تحت اسم العميل الهارب: خبايا محاولة إغتيال العقيد القذافي وإنفجار السفارة الإسرائيلية في لندن | - ما سر انشقاق العميل ديفيد شيلر عن جهاز الاستخبارات البريطانية MI5؟ كيف عملت المخابرات البريطانية على إحباط محاولات شيلر لفضح عملياتها؟ وكيف نقل شيلر إلى القسم الليبي في MI5؟ ما مدى اختراق MI5 للحريات المدنية؟ - يتعرض ديفيد شيلر لقضية الفلسطينيين سمر العلمي وجواد البطمة اللذين يقضيان عقوبة بالسجن مدة عشرين عاما بتهمة التآمر لتفجير السفارة الإسرائيلية في لندن عام 1994، ويقول شيلر إن لديه معلومات عن وثيقتين سريتين ستغير مسار القضية. - هل هناك مؤامرة على القائد الليبي معمر القذافي؟ هل تم تسليم المتهمين الليبيين في حادثة لوكربي صفقة بين ليبيا وبريطانيا؟ كيف ثبت تورط ليبيا في حادثة لوكربي؟ ولماذا الضجة بشأن تورط سوريا وإيران؟ - ما سر التقرير الذي يمكن أن يبرئ الفلسطينيين المسجونين بتهمة الاعتداء على السفارة الإسرائيلية في لندن؟ وما حقيقة علاقة المخابرات البريطانية بمحاولة اغتيال الرئيس الليبي معمر القذافي؟ | - 1999/05/06 - 1999/05/13 - 1999/05/20 - 2000/09/07 | [ 46 ] [ 47 ] [ 48 ] [ 49 ]                             |
| مقتل أبو البراء                            | عدد الحلقات: 1 - سري للغاية \| وقائع عملية اغتيال جمال خليفة "أبو البراء" | تتحدث الحلقة عن خفايا مقتل جمال خليفة الملقب بأبو البراء في أدغال أفريقيا بطريقة غريبة الشكل ظاهرها عملية سرقة بدائية لكن واقعها في عيون كثيرين يتعدى ما تراه العين. | غير محدد                                            | [ 50 ] [ 51 ]                                           |
| اليوم السابع (حرب أكتوبر)                  | عدد الحلقات: 2 - سري للغاية \| اليوم السابع.. اللمسات الأخيرة في الإعداد لحرب أكتوبر (ج1) - سري للغاية \| اليوم السابع .. الاكتساح المصري للجيش الإسرائيلي في سيناء (ج2) | - "سري للغاية" يسلط الضوء على حرب الأيام الستة، ويكشف الاستعدادات المصرية والسورية قبيل الحرب، واللمسات الأخيرة في الإعداد لحرب أكتوبر، وتوجهات السادات السلمية - "سري للغاية" يسلط الضوء على الروح القتالية للجيشين المصري والسوري والرؤية الأمريكية للأوضاع على الجبهة صبيحة يوم 6 أكتوبر | - 2003/10/02 - 2003/10/09                           | [ 52 ] [ 53 ] [ 54 ] [ 55 ]                             |
| رحلة البطوطي                               | عدد الحلقات: 2 - سري للغاية \| رحلة البطوطي.. ما الأسباب الحقيقية لسقوط الطائرة المصرية؟ (ج1) - سري للغاية \| رحلة البطوطي.. الشائعات الأمريكية بشأن كارثة الرحلة 990 (ج2) | - يتناول برنامج "سري للغاية" الأسباب الحقيقية لسقوط الطائرة المصرية (الرحلة 990) في المحيط الأطلسي، ويكشف عن التحقيقات فيها وكيف أنها أثارت من الأسئلة أكثر مما قدمته من أجوبة بشأن السبب الحقيقي للحادثة - يتابع برنامج "سري للغاية" حادث سقوط الطائرة المصرية (الرحلة 990) في المحيط الأطلسي، ويتطرق للشائعات الأمريكية حول الكارثة، كذلك يسلط الضوء على مأساة ذوي ضحايا الطائرة المنكوبة | - غير محدد                                          | [ 56 ] [ 57 ]                                           |
| الطريق إلى عتليت                           | عدد الحلقات: 2 - سري للغاية - الطريق إلى عتليت - الجزء الأول - سري للغاية - الطريق إلى عتليت - الجزء الثاني | | - 2000/06/01 - 2000/06/08                           | [ 58 ] [ 59 ]                                           |
| الانتهاكات الصارخة لحقوق الإنسان في أميركا | عدد الحلقات: 1 - سري للغاية \| "الانتهاكات الصارخة" لحقوق الإنسان في الولايات المتحدة | ما رد فعل منظمة العفو الدولية تجاه انتهاكات حقوق الإنسان في أميركا؟ ولماذا للعرب والمسلمين الكيل بمكيالين؟ وهل ما يحدث داخل بلد الحريات -كما يزعمون- معروف للجميع؟ وهل للممارسات الوحشية للشرطة الأميركية انعكاسات لسياستها الخارجية؟. | 1999/02/04                                          | [ 60 ] [ 61 ]                                           |
| لصوص الآثار                                | عدد الحلقات: 1 - سري للغاية \| لصوص الآثار.. الكنوز العربية في المتاحف الغربية | تقوم حضارات وتندثر أخرى، ولكن تبقى آثارها التي يمر عليها الزمن فتتحول إلى كنوز. وفي اللحظة التي تصير الكنوز كنوزا يولد اللصوص.. قناة الجزيرة تنقب عن لصوص الآثار في اليمن والعراق ومصر.. كنوزنا لاتزال في متاحف الغرب، ولحمنا لايزال يعرض في شوارعهم. | 2002/02/07                                          | [ 62 ] [ 63 ]                                           |
| عالم الذرة المصري يحيى المشد               | عدد الحلقات: 1 - سري للغاية \| عالم الذرة المصري يحيى المشد.. هل مات بفعل فاعل؟ | "سري للغاية" يفتح ملف اغتيال عالم الذرة المصري يحيى المشد، ويتساءل حول: من وراء الجريمة؟ هل هي إسرائيل؟ ما رد الفعل العربي على عملية الاغتيال؟ إلى ماذا توصلت التحقيقات في القضية؟ | 2002/01/03                                          | [ 64 ] [ 65 ]                                           |
| حصار كنيسة المهد                           | عدد الحلقات: 1 - سري للغاية \| حصار المهد.. أشرس اعتداء إسرائيلي على الضفة الغربية | أشرس اعتداء إسرائيلي على الضفة، أساليب القتال والحرب النفسية، نيران وقنابل حارقة داخل الكنيسة. | 2004/01/01                                          | [ 66 ] [ 67 ]                                           |
| الحديث مع العدو                            | عدد الحلقات: 1 - سري للغاية \| الحديث مع العدو | تناقش حلقة البرنامج خطط أسر عسكريين إسرائييين في لبنان، وتتطرق إلى رسالة الملاح الإسرائيلي رون أراد والتي يقول الإسرائيليون إنها مزيفة، ودور ألمانيا في صفقة تبادل الأسرى بين حزب الله وإسرائيل، | 2004/06/24                                          | [ 68 ] [ 69 ]                                           |
| العد التنازلي                              | عدد الحلقات: 1 - سري للغاية \| العد التنازلي.. الاستعدادات الإعلامية للحرب على العراق | الاستعدادات الإعلامية للحرب الأميركية على العراق، دور الإعلام العربي وتأثيره على سير السياسة الأميركية، خداع الإعلام الأميركي وأسباب تحريضه على الحرب ضد العراق، طبيعة الحرب الدعائية الأميركية ضد النظام العراقي. | 2003/07/03                                          | [ 70 ] [ 71 ]                                           |
| سجناء غوانتانامو                           | عدد الحلقات: 1 - سري للغاية \| أسرى طالبان والقاعدة في غوانتانامو الأميركية ملاحظة: الحلقة حذفت من قناة الجزيرة على اليوتيب | القبض على الأسرى بين قوات التحالف والأميركان والخيانة، نقلهم من سجن باراتشينار إلى سجن كوهات ثم إلى غوانتانامو، الأسرى وإخفاء جنسياتهم وعددهم وجهل الأهالي بأحوالهم، معاملتهم في غوانتانامو. | 2002/04/04                                          | [ 72 ] [ 73 ]                                           |
| الأخ الكبير                                | عدد الحلقات: 2 - الأخ الكبير ح1 - الأخ الكبير ح 2 ملاحظة: الحلقتين محذوفتين ولاتوجد على اليوتيب (أو ربما لم تنشر)، فقط على موقع الجزيرة بشكل مكتوب | - وسائل الرقابة الحديثة، وسائل الرقابة الإلكترونية.. فوائدها وأضرارها، وكيفية الحصول بسهولة على وسائل التجسس، وهل يجوز لرئيس عمل ما مراقبة موظفيه دون علمهم؟ اختراق نظم المعلومات الإلكترونية، وبطاقات الائتمان.. نفعها وضررها، وهل يعتبر الهاتف النقال إحدى وسائل مراقبة الأشخاص؟ - ما هى أسباب إعطاء بريطانيا أرض قاعدة منوذهيل لأميركا؟ وماطبيعة نشاط القاعدة ومدى إمكانياتها؟ وما هي قائمة أهداف القاعدة؟ وما هى أسباب المعارضين البريطانيين لوجود القاعدة ونشاطها؟ وهل للقاعدة دور في دعم المصالح التجارية الأميركية؟. | - 1999/12/02 - 1999/12/09                           | [ 74 ] [ 75 ]                                           |
| وحدة بن لادن الاستخباراتية                 | وحدة بن لادن الاستخباراتية] | رجل حيّر الأميركيين، وحدث غيّر العالم.. في تغطية خاصة للذكرى الرابعة لأحداث الحادي عشر من سبتمبر/ أيلول، قناة الجزيرة تحاور رئيس وحدة بن لادن بوكالة الاستخبارات المركزية. |                                                     | [ 76 ]                                                  |
| جواسيس روسيا في جهاز الاستخبارات البريطاني | جواسيس روسيا في جهاز الاستخبارات البريطاني] | تجنيد الضباط البريطانيين لصالح موسكو، العظماء الخمسة وسيرتهم الذاتية، صدى نشر أرشيف (نتروخن) على موسكو، أسباب اهتمام ماكلوخلن والإنجليز بصفة عامة بتعلم اللغة العربية، موقف ديفد شيلر من كشفه لمحاولة اغتيال القذافي، مفهوم الخيانة الوطنية من وجهة نظر جون سايمونز. | 1999/10/07                                          | [ 77 ]                                                  |
| أرواح وأشباح                               | عدد حلقات: 1 - سري للغاية \| أرواح وأشباح.. العالم السفلي في ثقافة الشرق والغرب | سري للغاية يتناول العالم السفلي في ثقافة الشرق والغرب، ويسلط الضوء على العيادات الخاصة في مراكش لعلاج المرضى، وقصة "الشبح العنيف" |                                                     | [ 78 ]                                                  |
| القدس.. الهدوء الذي يسبق العاصفة           | القدس.. الهدوء الذي يسبق العاصفة | كيف استولى اليهود على القدس تدريجيا؟ ما سر المنطقة الحرام ولماذا يتقاتل الجميع من أجلها؟ من يملك حق التفاوض على القدس؟ كيف وقع الفلسطينيون في الفخ منذ اتفاق أوسلو؟ ولماذا كان تأجيل القضايا الهامة للمرحلة النهائية؟ |                                                     | [ 79 ]                                                  |

## مواضيع ذات صلة
قناة الجزيرة.

## وصلات خارجية
حلقات برنامج سري للغاية من اليوتيوب